# Dekanat uniejowski
Dekanat uniejowski – jeden z 33 dekanatów rzymskokatolickiej diecezji włocławskiej.
W skład dekanatu wchodzą następujące parafie:
- parafia św. Floriana w Uniejowie
- parafia św. Marcina Biskupa w Chwalborzycach
- parafia Miłosierdzia Bożego w Dzierżawach (do 2012 - Najświętszego Serca Pana Jezusa)
- parafia Świętych Apostołów Piotra i Pawła w Grodzisku
- parafia św. Michała Archanioła w Niemysłowie
- parafia Wszystkich Świętych w Niewieszu
- parafia Podwyższenia Krzyża Świętego w Spycimierzu
- parafia św. Kazimierza w Świnicach Warckich
  - sanktuarium Urodzin i Chrztu św. Siostry Faustyny
- parafia św. Jakuba Apostoła i św. Doroty w Wieleninie
- parafia św. Wojciecha i św. Stanisława w Wilamowie

Dziekan dekanatu uniejowskiego
- ks. infułat Andrzej Ziemieśkiewicz - proboszcz parafii w Uniejowie

Wicedziekan
- ks. Wojciech Flasiński - proboszcz parafii w Chwalborzycach

Ojciec duchowny
- ks. Janusz Kowalski - proboszcz parafii w Świnicach Warckich